# Europäischer Bürgerbeauftragter

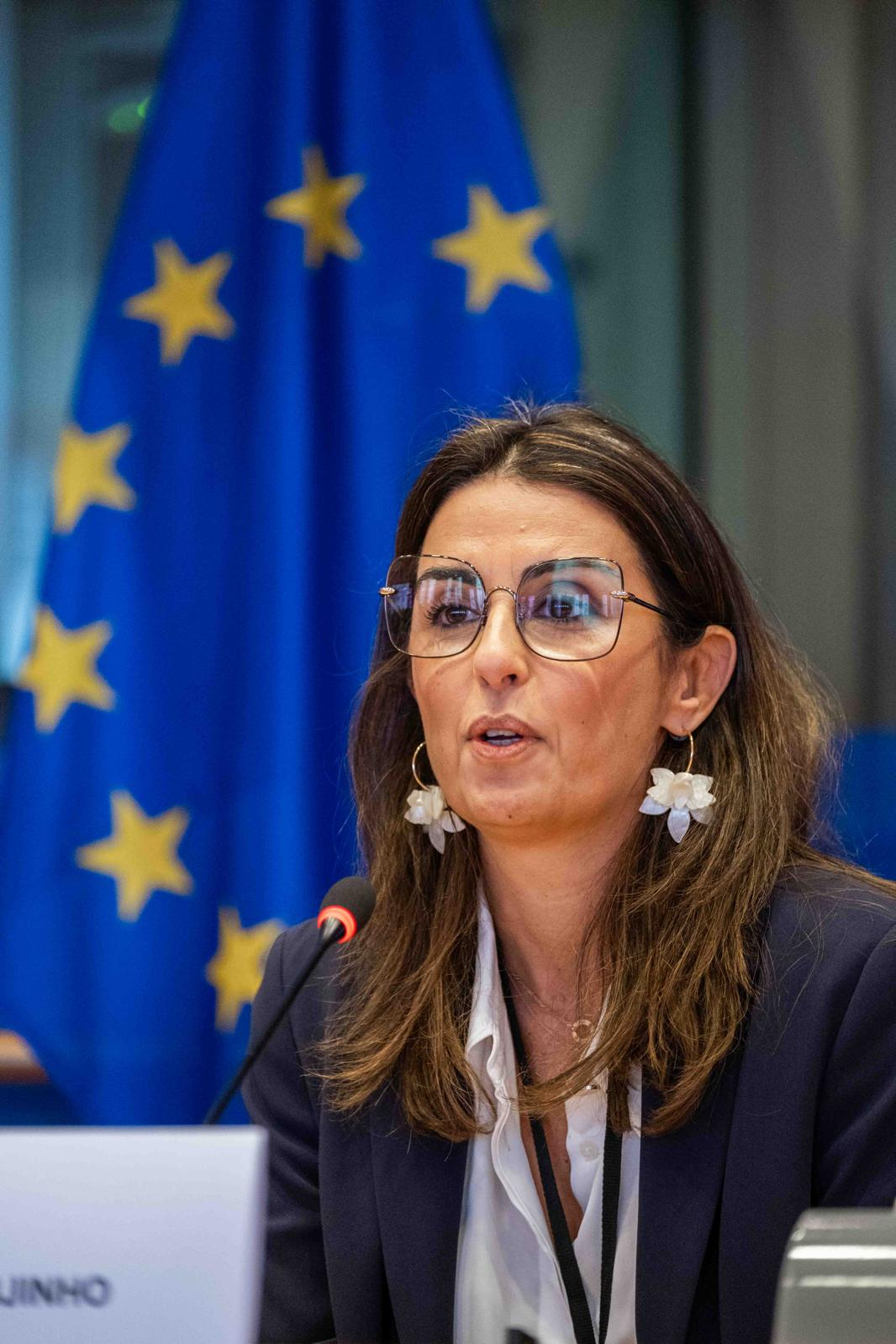
Teresa Anjinho ist Europäische Bürgerbeauftragte seit dem 27. Februar 2025

Der Europäische Bürgerbeauftragte (auch Europäischer Ombudsmann, englisch European Ombudsman) ist der Bürgerbeauftragte der Europäischen Union mit Amtssitz in Straßburg und untersucht Beschwerden über Missstände in der Verwaltungstätigkeit ihrer Organe, Einrichtungen und sonstigen Stellen. Seine Tätigkeit beruht auf Art. 228 des Vertrags über die Arbeitsweise der Europäischen Union (AEUV) und dem Beschluss des Europäischen Parlaments („Statut des Europäischen Bürgerbeauftragten“) vom 9. März 1994 über die Regelungen und allgemeinen Bedingungen für die Ausübung der Aufgaben des Bürgerbeauftragten.

## Geschichte
Die Institution des Bürgerbeauftragten hat ihre Wurzeln in Schweden. Dort wurde 1809 die Verfassung reformiert. Die neue Verfassung gab dem Parlament die Macht, einen Bürgerbeauftragten oder Ombudsmann zu ernennen, der unabhängig vom König und der sonstigen Verwaltung war, über die man sich beschweren konnte.
1919 wurde Finnland unabhängig und richtete ebenfalls das Amt des Bürgerbeauftragten ein. 1953 folgte Dänemark, 1962 Neuseeland und Norwegen. Im Jahr 1995, als die Europäische Gemeinschaft den ersten Bürgerbeauftragten wählte, gab es weltweit bereits 75 seiner Kollegen, davon 27 in Europa.
Das Europäische Parlament hat 1979 kurz nach seiner ersten Direktwahl gefordert, dass ein Europäischer Bürgerbeauftragter ernannt wird. Auch im Bericht des Ausschusses für ein Europa der Bürger von 1985 war der Vorschlag enthalten. Doch erst im Jahr 1990, als der damalige spanische Regierungschef Felipe González in einem Brief an seine Kollegen im Europäischen Rat die Idee einer Europäischen Staatsbürgerschaft aufwarf, kam die Debatte in Fahrt. Im Vertrag von Maastricht (1992) wurde die Institution des Bürgerbeauftragten geschaffen und am 12. Juli 1995 wählte das Europäische Parlament den ersten Amtsinhaber, den Finnen Jacob Söderman. Ursprüngliche Rechtsgrundlage des Amtes waren Art. 8d (= Art. 21) und Art. 138e (= Art. 195) des Vertrags zur Gründung der Europäischen Gemeinschaft (Art. 20d EGKS-Vertrag, Art. 107d Euratom).

## Aufgabe und Zuständigkeiten
Nach Art. 228 AEUV untersucht der Europäische Bürgerbeauftragte Beschwerden über die Verwaltungstätigkeit der Organe, Einrichtungen und sonstigen Stellen der Europäischen Union. Nicht zuständig ist er für Beschwerden über nationale, regionale oder kommunale Verwaltungen der Mitgliedstaaten sowie die Rechtsprechungstätigkeit des Europäischen Gerichtshofs.
Beschwerdebefugt sind Unionsbürger sowie natürliche oder juristische Personen mit Wohnort bzw. Sitz in einem EU-Mitgliedstaat. Anders als bei der Petition zum Europäischen Parlament selbst nach Art. 227 AEUV muss der Beschwerdeführer von dem gerügten Verhalten nicht persönlich betroffen sein, es ist also auch eine Popularbeschwerde möglich. Unzulässig ist die Beschwerde, wenn das gerügte Verhalten bereits Gegenstand eines Gerichtsverfahrens ist oder war.

## Beschwerden
Eine Beschwerde kann in einer der Amtssprachen der EU verfasst sein, seit 1. Juli 2013 also in 24 Sprachen. Es gibt ein Formular im Internet, aber auch formlose Briefe sind möglich. Aus dem Schreiben muss klar hervorgehen, welcher Missstand angeprangert wird und gegen wen sich die Beschwerde richtet. Besonders zu Beginn der Tätigkeit des Bürgerbeauftragten gingen eine große Anzahl von Beschwerden bei ihm ein, für die er nicht zuständig war. Der Anteil dieser Beschwerden nimmt ab.

## Zahlen und Fakten
Im ersten vollen Kalenderjahr gingen 537 Beschwerden ein, von denen 86 in die Zuständigkeit des Bürgerbeauftragten fielen – gerade einmal 16 %.
2003 waren es schon 2.436 Beschwerden, von denen 75 % innerhalb des Mandats des Bürgerbeauftragten lagen. Die Information in der Bevölkerung hat sich also stark verbessert und das Amt des Bürgerbeauftragten ist viel bekannter geworden.
Die meisten Beschwerden, im Jahr 2003 fast 67 %, richten sich gegen die Europäische Kommission. 10,7 % richten sich gegen das Europäische Parlament.
Der am häufigsten angeprangerte Missstand ist mangelnde Transparenz – durch mangelnde Information oder die Verweigerung von Information. 28 % aller Beschwerden haben diesen Betreff.
Die meisten Beschwerden kommen aus Deutschland (18 %), dann folgt Spanien (12 %).

## Amtsinhaber
- Jacob Söderman (1. September 1995 bis 31. März 2003)
- Nikiforos Diamandouros (1. April 2003 bis 30. September 2013)
- Emily O’Reilly (1. Oktober 2013 bis 27. Februar 2025)
- Teresa Anjinho (seit 27. Februar 2025)